# 조던 호지스

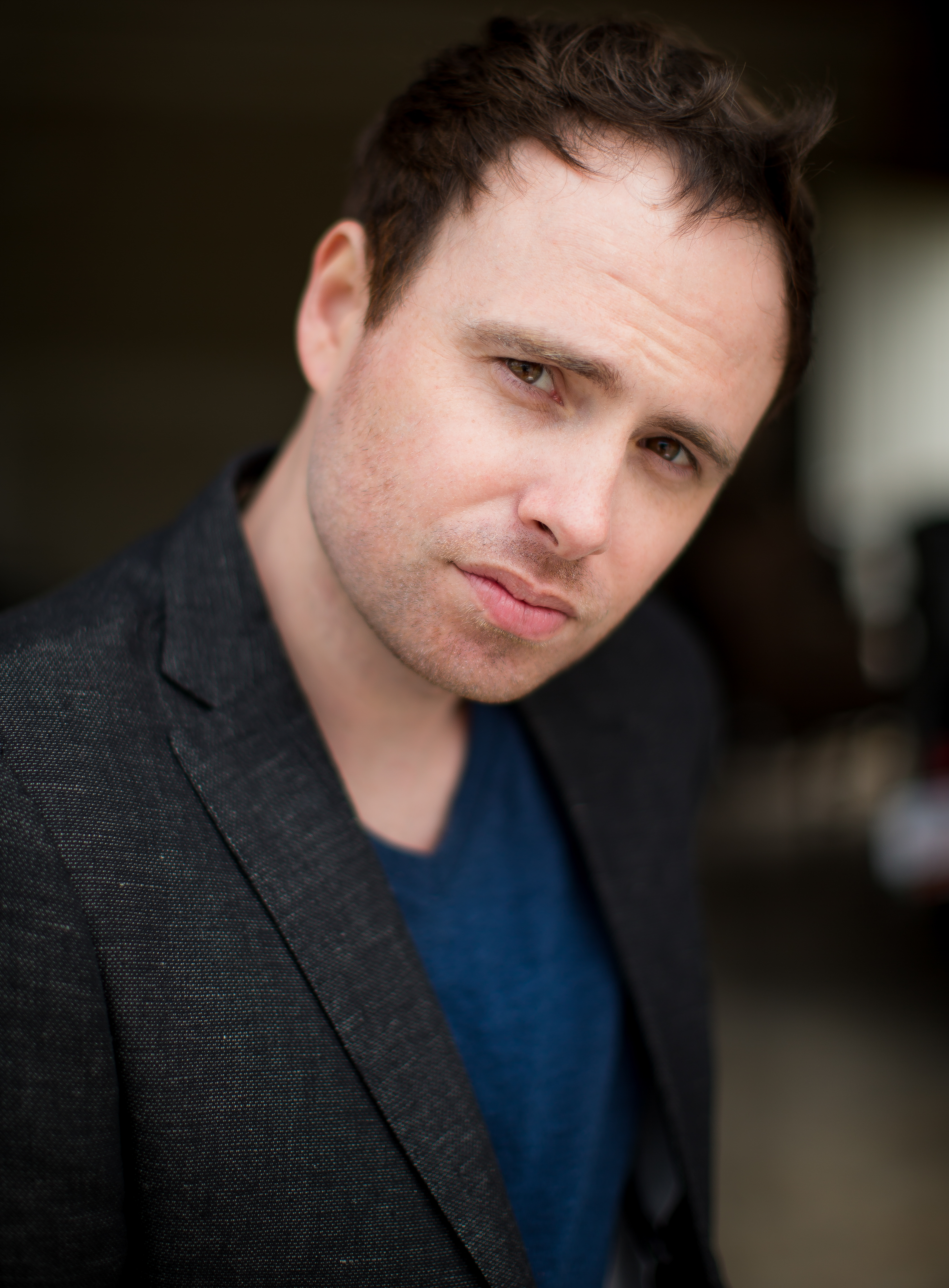

조던 호지스(Jordon Hodges, 1987년 3월 2일 ~ )는 미국의 배우이다.

## 영화
- 피쉬보울 캘리포니아 (2018년)
- 샌드 캐슬 (2014년) - 노아 댈리 역
- 메리스 버튼 (2012년) - 오스카 역
- 임펄스 블랙 (2011년) - 라일리 콜 역
- 아메리칸 스크림 킹 (2010년)
- 캐쥬얼티 (2010년)
- 마이너 리그: 어 풋볼 스토리 (2010년)
- 디컴포즈드 (2009년)
- 다크 나이트 (2008년) - 경관 역